# 構体 (鉄道車両)

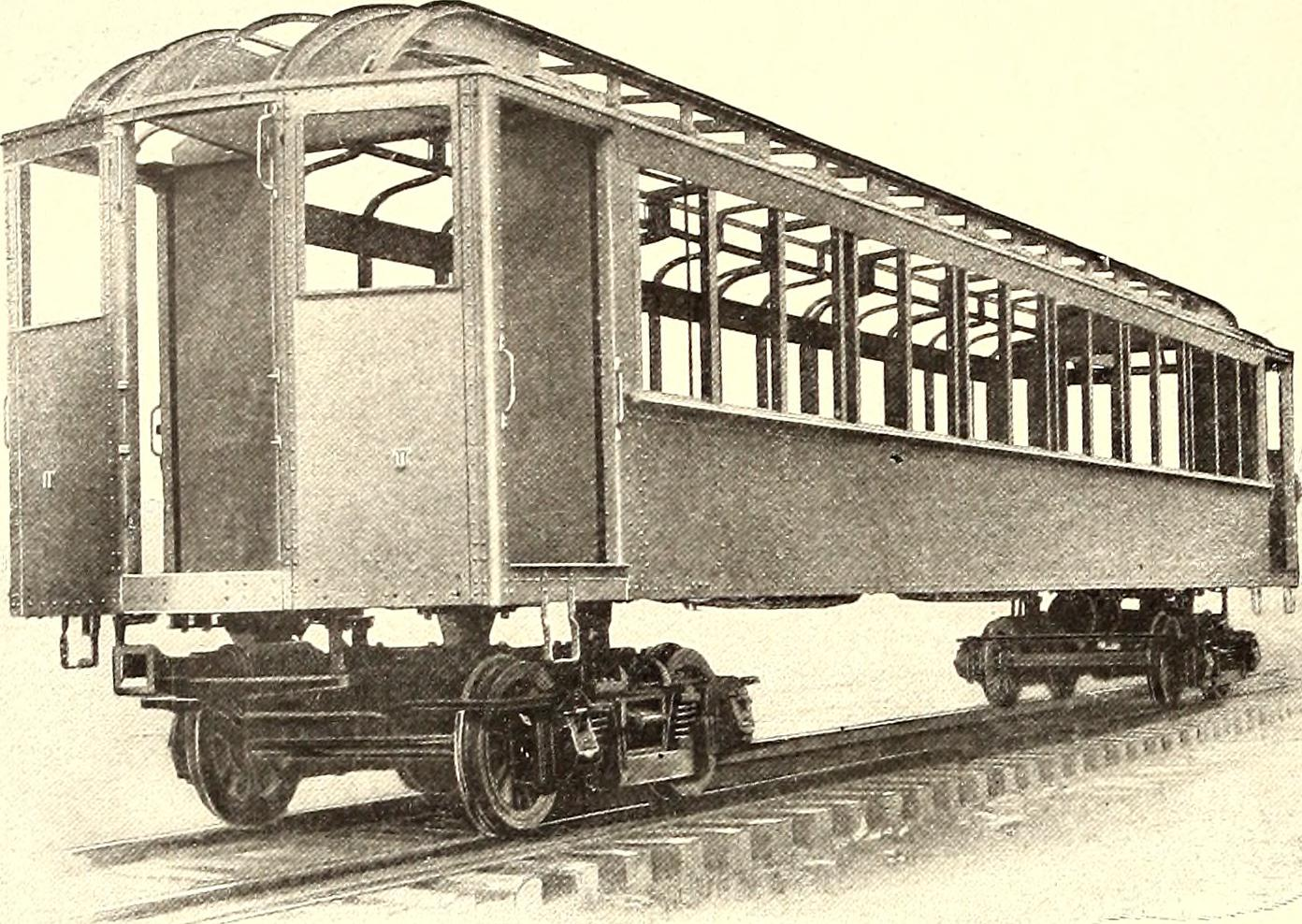
半鋼製車の構体（1904年）

構体（こうたい）とは、鉄道車両の車体において、台枠・骨組・外板などで構成され車体の強度を担う部分である。座席などの室内設備、照明、制御機器などは含まない。

## 概要
車体の底面にあたる部分が台枠と床であり、その上に進行方向左右にある側、車体の前後の妻（ただし運転台のある面は先頭や前面とも言う）、上を覆う屋根に囲まれた箱形の部分が構体である。

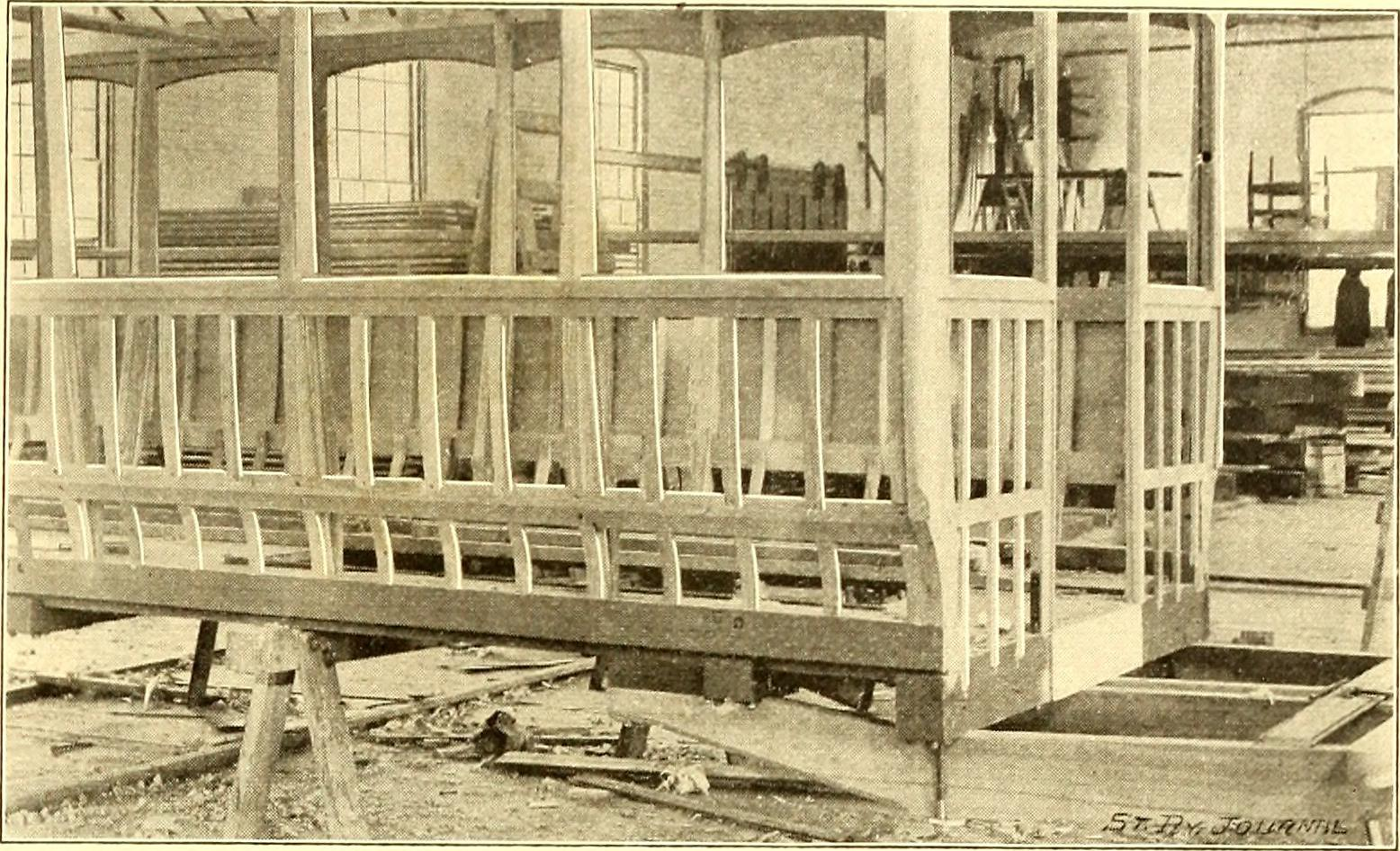
組立中の木造車（1896年）

古い時代の客車などでは、鋼製の台枠が基礎となって構体全体を支え、その上に家屋の構造にも似た木骨構造の車体が載った形の木造車であった。つまり台枠が全体として荷重や車端衝撃力などを負担し、妻や側の部分は台枠上で自立しているのみであった。日本の鉄道史では、事故時の安全性などの問題により、大正末期から昭和初期にかけて鋼材、鋼板など金属の骨組と外板で車体を構成し、屋根のみを木骨・防水布張りとした半鋼製車が続々と登場、その後、屋根まで鋼材組み・鋼板張りとした鋼製車、全鋼製車に移行、さらに戦後は、座席などを除いて内装にも金属を用いた全金属製車へと移っていった。構体の素材も当初は普通鋼が一般的であったが、ステンレス鋼やアルミニウム合金に変化してきた。
全鋼製車や半鋼製車の中には木造車から車体を載せ替える鋼体化改造で造られた物も多数あるが、中には名鉄モ520形、阪急1形、琴電60形の一部など、木造車体の外側に鋼板を張る形で簡易的に半鋼製車化された物もある。これらは「鋼製車のように見えるが中身は木造車」ということで、俗に「偽スチール車」と呼ばれていた。

## 各部名称
多くの名称は木造家屋に準じている。
台枠溝形鋼を四角に組んだ外枠に長手方向および横（枕木）方向に梁を組んだ形になっている。詳細は台枠を参照。
側縦の柱を側柱とよぶ。窓より下の部分の板を腰板、窓より上の部分の板を幕板とよぶ。上端に長手方向には長桁が通っている。窓および出入台の扉があって開口部が多い。鉄道車両#側構も参照。
屋根横方向に垂木が通され、その上を屋根が覆う構造になっている。なお、黎明期の鉄道車両においては平たい屋根の上にもう一段屋根を重ねた、いわゆる二重屋根（ダブルルーフ）構造が採用された。二重屋根部には明り取り窓が設けられる例が多く、採光の面でメリットがあるとされたが、一方で車体強度確保の困難さや工作点数の増加などデメリットも存在し、大正年代後期以降に新規設計された鉄道車両においては丸屋根（シングルルーフ）構造が一般的なものとなった。
妻貫通路が設けられ、端面は平面でなく貫通路部分が出て側の部分の方が下がるような角度（後退角）が付けられている（折妻）。のちに平面のものになった（平妻）。鉄道車両#妻構も参照。

### 側面窓配置
構体側面には通常、扉や窓が設けられる。鉄道車両を主題とする書籍・雑誌などにおいて構体側面に設けられた扉や窓の配置を説明する際には、客用扉を「D」、乗務員扉を「d」または「E」、荷物用扉を「B」のアルファベット文字でそれぞれ表し、側窓の枚数を1 - 9のアラビア数字で表す表記が用いられる。例えば、「側面の前端部に乗務員扉を備え、客用扉は片側3箇所設けられ、側窓は乗務員扉と客用扉の間に1枚、客用扉間に各3枚、後端部に2枚それぞれ設置されている車両」を同表記法を用いて記述すると、d1D3D3D2となる。

## セミ・モノコック構造
ボギー車は2つの離れた台車で車体を支えており、概略は2点で支持する梁に分布する荷重が掛かっている状態であるほか、連結等に伴う前後方向の力などの衝撃力も加わる。すでに（半）鋼製車でも台枠だけでなく側板等でこれらの力を負担する設計とされていたが、さらに進めて台枠に側と屋根を組み合わせた四角の管のような構造全体で負担する方式が、セミ・モノコック構造（準張殻構造）である。これは純然たるモノコックとはやや異なり、開口部が多くフレームで補強されている形態である。
日本の客車の場合では、この構造が軽量客車と呼ばれるナハ10形以降採用されるようになった。ナハ10形では、床に波形鋼板（キーストンプレート）を張って車端衝撃を担わせ、従来は台枠の長手方向の中央に入れられていた中梁が省略されている。また屋根、側構、屋根を関連させ、横梁、側柱、タルキがなるべく同一断面に配置され、これに鋼板を張ることで、荷重に対して全体が一つの梁のような構造となるものである。

## ステンレス構体
ステンレス鋼は、腐食しにくく、また塗装を省略できるため広く用いられるようになってきた。日本では通勤用電車に特に広く用いられている。溶接にはスポット溶接が主に用いられている。前面にはデザイン構成上の意味もあってFRPや普通鋼が多く用いられる。
なお詳細については「セミステンレス車両」および「オールステンレス車両」も参照。

## アルミニウム合金構体
アルミニウム合金は、普通鋼やステンレス鋼よりも軽量である。また、ステンレスと比べれば成型の自由度が高い。初期には、鋼製車と同様に骨組と外板を溶接で組立てていた。溶接に高度な技術を要し、一方で材料自体が鉄やステンレスより高価なために、広く普及するに至らなかった。
しかしアルミ合金は複雑な断面の押出成形が可能なため、やがて外板と骨組の一部を組み合わせた形材が成形できるようになったことで、溶接作業量が大きく減少することになった。これはシングルスキン構造と呼ばれる。
さらなる成形技術の進歩により、ダブルスキン構造と呼ばれる形材が成形できるようになった。これは、外板が段ボールのように表裏にあり、シングルスキン構造よりも重量が重くなる傾向がある一方、高剛性なため骨組が不要となり、新幹線車両などに採用される事例が増えてきている。
それぞれの構造の詳細については「アルミニウム合金製の鉄道車両」や各リンク先も参照されたい。